# 何熙
何熙（1世纪—110年），字孟孙，陈国阳夏县（今河南省太康县）人，东汉军事人物

## 生平
何熙少有大志。永元年间，举孝廉担任谒者。身高八尺五寸，体貌魁梧，表情威严，在殿中朝拜唱导行礼，声音振动左右。汉和帝觉得他很伟岸，擢升他为御史中丞，历任司隶校尉、大司农。
汉安帝永初三年（109年），汉人韩琮向南匈奴萬氏尸逐鞮單于宣称：关东大水，人民饥饿死尽，可乘机攻掠。南单于信他的话，十月南单于起兵与乌丸反汉，于美稷（今内蒙古伊克昭盟准格尔旗西北）率兵围攻汉中郎将耿种。十一月，汉派行车骑将军何熙、中郎将庞雄率军二万，合辽东郡太守耿夔所率鲜卑兵共同反击，击败匈奴薁鞬日逐王。南单于与耿种在美稷连战数月。
永初四年（110年）三月，何熙军到五原郡曼柏縣，身患暴疾，临在军中去世，遗嘱薄葬。同时，南匈奴投降。

## 家族

### 父
何英，琅邪國相

### 姐妹
- 何氏，嫁高慎[1]

### 子
三子：何临、何瑾、何阜。何临、何瑾都有政治才能。何阜俊才早亡。

### 孫
何临子何衡，担任尚书，为人正直，因为李膺辩护下狱，免官，废黜在家中去世。

### 曾孫
何夔